# Gran Premio del Portogallo 1995
Il Gran Premio del Portogallo 1995 è stata una gara di Formula 1, disputatasi il 24 settembre 1995 sul Circuito di Estoril. È stata la tredicesima prova del mondiale 1995 e ha visto la prima vittoria in carriera dello scozzese David Coulthard su Williams-Renault, seguito da Michael Schumacher e da Damon Hill.

## Qualifiche
| Pos | N  | Pilota                   | Costruttore/Motore | Tempo    | Gap     |
| --- | -- | ------------------------ | ------------------ | -------- | ------- |
| 1   | 6  | David Coulthard          | Williams-Renault   | 1:20.537 |         |
| 2   | 5  | Damon Hill               | Williams-Renault   | 1:20.905 | +0.368  |
| 3   | 1  | Michael Schumacher       | Benetton-Renault   | 1:21.301 | +0.764  |
| 4   | 28 | Gerhard Berger           | Ferrari            | 1:21.970 | +1.433  |
| 5   | 30 | Heinz-Harald Frentzen    | Sauber-Ford        | 1:22.226 | +1.689  |
| 6   | 2  | Johnny Herbert           | Benetton-Renault   | 1:22.322 | +1.785  |
| 7   | 27 | Jean Alesi               | Ferrari            | 1:22.391 | +1.854  |
| 8   | 14 | Rubens Barrichello       | Jordan-Peugeot     | 1:22.538 | +2.001  |
| 9   | 25 | Martin Brundle           | Ligier-Mugen-Honda | 1:22.588 | +2.051  |
| 10  | 15 | Eddie Irvine             | Jordan-Peugeot     | 1:22.831 | +2.294  |
| 11  | 26 | Olivier Panis            | Ligier-Mugen-Honda | 1:22.904 | +2.367  |
| 12  | 7  | Mark Blundell            | McLaren-Mercedes   | 1:22.914 | +2.377  |
| 13  | 8  | Mika Häkkinen            | McLaren-Mercedes   | 1:23.064 | +2.527  |
| 14  | 29 | Jean-Christophe Boullion | Sauber-Ford        | 1:23.934 | +3.397  |
| 15  | 4  | Mika Salo                | Tyrrell-Yamaha     | 1:23.936 | +3.399  |
| 16  | 3  | Ukyo Katayama            | Tyrrell-Yamaha     | 1:24.287 | +3.750  |
| 17  | 23 | Pedro Lamy               | Minardi-Ford       | 1:24.657 | +4.120  |
| 18  | 24 | Luca Badoer              | Minardi-Ford       | 1:24.778 | +4.241  |
| 19  | 10 | Taki Inoue               | Footwork-Hart      | 1:24.883 | +4.346  |
| 20  | 9  | Massimiliano Papis       | Footwork-Hart      | 1:25.179 | +4.642  |
| 21  | 17 | Andrea Montermini        | Pacific-Ford       | 1:26.172 | +5.634  |
| 22  | 21 | Pedro Diniz              | Forti-Ford         | 1:27.292 | +6.755  |
| 23  | 22 | Roberto Moreno           | Forti-Ford         | 1:27.523 | +6.986  |
| 24  | 16 | Jean-Denis Délétraz      | Pacific-Ford       | 1:32.769 | +12.232 |

## Gara
Al via Coulthard tiene la prima posizione, ma nelle retrovie c'è un grosso incidente coinvolge Katayama e Badoer, con la macchina del giapponese che si ribalta più volte e si ferma in pista capottata. Il pilota della Tyrrell viene portato in ospedale e dovrà saltare per infortunio il successivo Gran Premio d'Europa, per poi tornare negli ultimi tre appuntamenti stagionali. La gara è fermata con bandiera rossa.
Al secondo via Coulthard tiene la prima posizione, mentre Schumacher supera Hill all'esterno in curva uno. Berger è quarto e precede Herbert e Alesi. Le Williams ne hanno di più tanto che dopo 10 giri Coulthard ha 6 secondi di vantaggio su Schumacher e Hill, che resta incollato al tedesco ma non riesce mai ad attaccarlo. Berger si trova a 15 secondi dal leader, Herbert a 20 e Alesi a 23. Schumacher e Hill si fermano insieme ma mentre la sosta del tedesco dura solamente 7 secondi, l'inglese resta fermo ben 16 secondi. Coulthard si ferma il giro successivo e rientra in pista agevolmente davanti a Schumacher.
Hill si trova invece per qualche giro dietro alla Ferrari di Alesi che non si è ancora fermato. Quando il francese rientra ai box Hill è staccato di ben 16 secondi da Schumacher. Dopo 30 giri Coulthard comanda con 6 secondi Schumacher e 22 su Hill, mentre Berger, Herbert e Alesi chiudono la zona punti in posizioni cristallizzate. A metà gara Coulthard e Schumacher si fermano per la seconda sosta, seguiti pochi giri dopo da Hill. Lo scozzese può ancora contare su 4 secondi vantaggio su Schumacher, mentre Hill è ormai a 28 secondi dal leader. Lo scozzese e il tedesco si devono fermare però per la terza sosta a 18 giri dal termine mentre Hill non dovrà più fermasi.
Coulthard esce dai box con 8 secondi di vantaggio sul compagno di squadra che ora precede Schumacher. Il tedesco con gomma nuova è nettamente più veloce del rivale per il titolo e lo passa subito in frenata alla curva 9. Dietro ai primi tre c'è ancora Berger che ora precede Alesi e Frentzen, mentre Herbert paga la strategia a tre soste ed è ora settimo. Non accade più nulla fino al traguardo e Coulthard vince la sua prima gara in carriera. Schumacher si accontenta del secondo posto e guadagna 2 punti su Hill, portandosi a +17 a sole quattro gare dal termine. La Williams recupera 8 punti sulla Benetton e si porta ora a soli 12 punti, mentre la Ferrari è ormai staccata al terzo posto.
| Pos | N. | Pilota                   | Costruttore/Motore | Giri | Tempo/Ritiro                  | Griglia | Punti |
| --- | -- | ------------------------ | ------------------ | ---- | ----------------------------- | ------- | ----- |
| 1   | 6  | David Coulthard          | Williams-Renault   | 71   | 1:41:52.145                   | 1       | 10    |
| 2   | 1  | Michael Schumacher       | Benetton-Renault   | 71   | +7.248                        | 3       | 6     |
| 3   | 5  | Damon Hill               | Williams-Renault   | 71   | +22.121                       | 2       | 4     |
| 4   | 28 | Gerhard Berger           | Ferrari            | 71   | +1:24.879                     | 4       | 3     |
| 5   | 27 | Jean Alesi               | Ferrari            | 71   | +1:25.429                     | 7       | 2     |
| 6   | 30 | Heinz-Harald Frentzen    | Sauber-Ford        | 70   | +1 Giro                       | 5       | 1     |
| 7   | 2  | Johnny Herbert           | Benetton-Renault   | 70   | +1 Giro                       | 6       |       |
| 8   | 25 | Martin Brundle           | Ligier-Mugen-Honda | 70   | +1 Giro                       | 9       |       |
| 9   | 7  | Mark Blundell            | McLaren-Mercedes   | 70   | +1 Giro                       | 12      |       |
| 10  | 15 | Eddie Irvine             | Jordan-Peugeot     | 70   | +1 Giro                       | 10      |       |
| 11  | 14 | Rubens Barrichello       | Jordan-Peugeot     | 70   | +1 Giro                       | 8       |       |
| 12  | 29 | Jean-Christophe Boullion | Sauber-Ford        | 70   | +1 Giro                       | 14      |       |
| 13  | 4  | Mika Salo                | Tyrrell-Yamaha     | 69   | +2 Giri                       | 15      |       |
| 14  | 24 | Luca Badoer              | Minardi-Ford       | 68   | +3 Giri                       | 18      |       |
| 15  | 10 | Taki Inoue               | Footwork-Hart      | 68   | +3 Giri                       | 19      |       |
| 16  | 21 | Pedro Diniz              | Forti-Ford         | 66   | +5 Giri                       | 22      |       |
| 17  | 22 | Roberto Moreno           | Forti-Ford         | 64   | +7 Giri                       | 23      |       |
| Ret | 17 | Andrea Montermini        | Pacific-Ford       | 53   | Cambio                        | 21      |       |
| Ret | 8  | Mika Häkkinen            | McLaren-Mercedes   | 44   | Motore                        | 13      |       |
| Ret | 16 | Jean-Denis Délétraz      | Pacific-Ford       | 14   | Problema fisico               | 24      |       |
| Ret | 26 | Olivier Panis            | Ligier-Mugen-Honda | 10   | Testacoda                     | 11      |       |
| Ret | 23 | Pedro Lamy               | Minardi-Ford       | 7    | Cambio                        | 17      |       |
| Ret | 3  | Ukyo Katayama            | Tyrrell-Yamaha     | 0    | Incidente alla prima partenza | 16      |       |
| Ret | 9  | Massimiliano Papis       | Footwork-Hart      | 0    | Cambio                        | 20      |       |

## Classifiche Mondiali

### Piloti
| Pos | Pilota             | Punti |
| --- | ------------------ | ----- |
| 1   | Michael Schumacher | 72    |
| 2   | Damon Hill         | 55    |
| 3   | David Coulthard    | 39    |
| 4   | Johnny Herbert     | 38    |
| 5   | Jean Alesi         | 34    |

### Costruttori
| Pos | Team             | Punti |
| --- | ---------------- | ----- |
| 1   | Benetton-Renault | 100   |
| 2   | Williams-Renault | 88    |
| 3   | Ferrari          | 62    |
| 4   | McLaren-Mercedes | 21    |
| 5   | Sauber-Ford      | 18    |

- Vengono indicate solo le prime 5 posizioni.